# Новолеушковское сельское поселение
Новолеушковское сельское поселение — муниципальное образование в составе Павловского района Краснодарского края России. 
В рамках административно-территориального устройства Краснодарского края ему соответствует Новолеушковский сельский округ.
Административный центр — станица Новолеушковская.

## География
Площадь поселения — 182,95.

## Население
| 2010  | 2012  | 2013  | 2014  | 2015  | 2016  | 2017  |
| ----- | ----- | ----- | ----- | ----- | ----- | ----- |
| 6861  | ↗6955 | ↗7103 | ↗7370 | ↗7467 | ↘7401 | ↗7440 |
| 2018  | 2019  | 2020  | 2021  | 2023  |       |       |
| ↘7337 | ↘7296 | ↘7159 | ↘6361 | ↘6204 |       |       |

## Населённые пункты
В состав сельского поселения (сельского округа) входят 2 населённых пункта:
| № | Населённый пункт | Тип населённого пункта | Население (чел.) |
| - | ---------------- | ---------------------- | ---------------- |
| 1 | Новолеушковская  | станица                | ↘5998            |
| 2 | Первомайский     | хутор                  | ↘363             |

## Экономика
На территории сельского поселения функционируют различные предприятия разного профиля. 
Основным в сельского поселения является сельхоз-предприятие АО "Путиловец Юг". С 1929 года - декабрь 1993 года колхоз Родина, с декабрь 1993 - октябрь 2003 года СПК "Родина", с октябрь 2003 года - май 2007 года ОАО "Родина", с июля 2004 года АО "Путиловец Юг". 
Еще одним крупным предприятием является птицефабрика "Павловская" АО фирма «Агрокомплекс им. Н.И.Ткачева». 
Функционирует кирпичный завод ООО "Новолеушковский Завод Строительных Материалов". 
Имеется пекарня ООО "Мукомол". 
Также важным звеном является ж/д станция Леушковская компании ОАО «РЖД». 
Помимо этого на территории сельского поселения работают фермерские и крестьянские хозяйства.